# Erik I av Sachsen-Lauenburg
Hertig Erik I av Sachsen-Lauenburg, född 1280/1282, död i 1361 i Nienburg (dödsstörtade från sin häst under flykt), hertig av Sachsen-Lauenburg 1305–1361. Son till hertig Johan I av Sachsen-Lauenburg (död 1286) och Ingeborg Birgersdotter (Bjälboätten).

## Biografi
Erich var ännu minderårig då han och hans bröder efterträdde fadern Johann I vid dennes död 1286. Efter flera strider om arvet efter fadern delade bröderna 1305 upp hertigdömet mellan sig, varvid Erich erhöll delen Lauenburg. Efter brodern Albrechts tidiga död 1308 tillföll även dennes andel Ratzeburg Erich. Detta fick dock Erichs äldre bror Johann II att känna sig förfördelad.
Erich I var även herre av Neuengamme och delar av Hadeln. Han stöddes av Danmark och deltog 1311 vid furstedagen i Rostock. 1313 slöt Erich ett valförbund med den berömde markgreven Valdemar "den store" av Brandenburg (död 1318/1319). De två föredrog i tyska kungavalet 1314 hertig Ludvig (blivande kejsaren Ludvig IV "Bajraren") framför hertigen av Österrike, Fredrik III (död 1330). Erichs ställningstagande för Ludwig "Bajraren" ledde till öppna strider med kusinlinjen i Wittenberg om den sachsiska kurvärdigheten. Erich menade sig ha större rätt till kurvärdigheten då Wittenberg tillhörde en yngre linje av det sachsiska hertighuset. Strax efter kungavalet 1314 anslöt sig Erich I till det förbund som bildats mot markgreve Valdemar av Brandenburg, och 1316 deltog Erich i belägringen av Stralsund.
Erichs regering präglades även av förödande fejder med Mecklenburg, Pommern, Holstein och de uppåtsträvande hansestäderna. 1348 miste Erich sina sista länsrättigheter i Pommern och Mecklenburg som då slutgiltigt upphöjdes till riksfurstendömen. Kejsar Karl IV:s Gyllene bulla av år 1356 grusade Erichs förhoppningar på kurfurstlig värdighet, vilket nu slutgiltigt tillföll linjen Wittenberg.
Erich I var en gammal man, därtill troligen något senil, när han 1361 (1359?) under sonen Erich II:s fejd med hertig Wilhelm av Braunschweig-Lüneburg dödsstörtade från sin häst under flykt.

## Äktenskap och barn
Erik gifte sig 1316 med Elisabeth av Pommern (död 1349). Paret fick följande barn:
1. Erik II av Sachsen-Lauenburg (död 1368/1369), hertig av Sachsen-Lauenburg
2. Johan av Sachsen-Lauenburg (död 1364/1370), biskop av Kammin
3. Helene av Sachsen-Lauenburg (död efter 1354), gift med greve Johann II av Hoya-Bruchhausen (död 1377)
4. Jutta av Sachsen-Lauenburg (död efter 1354), gift med greve Gerhard III av Hoya (död 1383)